# EMD SD40-2形ディーゼル機関車
EMD SD40-2は、1972年1月から1986年2月の間にアメリカのGM-EMDが製造した6動軸の電気式ディーゼル機関車である。
従来のSD40の発展形としてDash 2シリーズのコンセプトを取り入れており、モジュール化された電子式制御システムやHT-C形台車の採用など、数多くの改良が加えられている。車体形状はフード・ユニット、軸配置は3軸台車のC-C。搭載するディーゼルエンジンの出力は3,000馬力(2,240kW)である。
その経済性と信頼性の高さからアメリカ合衆国とカナダを中心に多くの鉄道会社が導入し、輸出車を含む約4000両が生産された。BNSF鉄道、ユニオン・パシフィック鉄道(UP)、カナディアン・パシフィック鉄道(CP)などが特に多数の本形式を所有している。

## 解説
それまでアメリカには3,600 PS(2,680 kW)級のSD45やSD45-2、ゼネラル・エレクトリック(GE)製のU36B/C、アルコ製のC636といったディーゼル機関車が存在していた。しかし、これらの機関車は信頼性に難があり、1970年代のオイルショック以降は高出力故の経済性の悪さも問題視されるようになっていた。このため、高い信頼性と経済性を持ち合わせる機関車として開発されたのが本形式である。
運転台のないBユニットも改造により誕生しており、1980年代初期にバーリントン・ノーザン鉄道が事故からの復旧車として3両が運転台を撤去する改造を受けたほか、CPもノーフォーク・サザン鉄道(NS)から導入した従来車の運転台の窓を埋めたものを少数保有している。
後述のとおり輸出されたものも多数に上る。イギリス国鉄の59形は車体こそ両運転台・箱形車体で外観は全く異なるものの、機器類はSD40-2がベースとなっている。

## 車体
SD38-2、SD40-2、SD45-2の各型式で共通した台枠が使用されている。従来車でも同様にSD38、SD39、SD40、SD45の各形式が共通の台枠であるが、Dash 2の各形式の台枠は従来車よりも約0.9m（3フィート）長く、連結器端部間長さは20.98m（68フィート10インチ）である。
上部構造は、同じ645E3型エンジンを使用するSD38-2と同じである。ロング・フードはSD38・SD40より18インチ(46cm)長いが、SD38-2とSD40-2は台枠が長いため、車体端部のポーチ(デッキ)が従前の車種よりも広くなっている。フード上のラジエターファンは3個であり、SD38-2より1個多くなっている。
台車はDash 2の6動軸車の標準となるHT-C型台車を採用しているが、コンレールの所有車については旧来のフレキシコイル台車を装備している。これは、HT-C型台車を装備したアムトラックのSDP40Fで脱線事故が頻発したためである。

## 新製時の所有者
| アメリカ合衆国                                                 | アメリカ合衆国 | アメリカ合衆国                                                                                          | アメリカ合衆国                                                                                     |
| 鉄道会社                                                       | 両数           | 車両番号                                                                                                | 備考                                                                                               |
| -------------------------------------------------------------- | -------------- | --- | -------------------------------------------------------------------------------------------------- |
| アッチソン・トピカ・アンド・サンタフェ鉄道(ATSF)               | 187            | 5020-5192, 5200-5213                                                                                    | 大多数をBNSF鉄道が承継                                                                             |
| イリノイ・セントラル・ガルフ鉄道(ICG)                          | 4              | 6030-6033                                                                                               | 6031号は6200号に改造。6033号は1994年2月6日のミシシッピ州フローラでの事故により廃車                 |
| オナイダ・アンド・ウェスタン鉄道 (Oneida and Western Railroad) | 8              | 9950-9957                                                                                               | のちBCレール743-750に。749はGEトランスポーテーション・システム(GECX)749に。                        |
| カンザス・シティ・サザン鉄道(KCS)                              | 46             | 637-692                                                                                                 | 637号はSD40-2の落成1号機                                                                           |
| クリンチフィールド鉄道(CRR)                                    | 5              | 8127-8132                                                                                               | CSXトランスポーテーションが承継                                                                    |
| ケネコット・ユタ・カッパー                                     | 7              | 101-107                                                                                                 | |
| コンレール                                                     | 167            | 6358-6524                                                                                               | フレキシコイル台車装備                                                                             |
| サザン鉄道(SOU)                                                | 128            | 3201-3328                                                                                               | ハイフード仕様。ノーフォーク・サザン鉄道が承継                                                     |
| シーボード・コースト・ライン鉄道(SCL)                          | 54             | 8040-8066, 8087-8094, 8133-8161                                                                         | CSXトランスポーテーションが承継                                                                    |
| シカゴ・アンド・ノース・ウェスタン鉄道(CNW)                    | 135            | 6801-6935                                                                                               | 大多数をユニオン・パシフィック鉄道(UP)が承継                                                       |
| シカゴ・ロック・アイランド・アンド・パシフィック鉄道(IR)       | 10             | 4790-4799                                                                                               | のちICGの6040-6049に。6両はウィスコンシン・アンド・サザン鉄道が承継                                |
| スー・ライン鉄道(SOO)                                          | 57             | 757-789, 6600-6623                                                                                      | 大多数をカナダ太平洋鉄道が承継                                                                     |
| セント・ルイス・サンフランシスコ鉄道(SLSF)                     | 8              | 950-957                                                                                                 | BNSF鉄道が承継                                                                                     |
| ノーフォーク・アンド・ウェスタン鉄道(N&W)                      | 162            | 1625-1652, 6073-6207                                                                                    | 一部がハイフード仕様。ノーフォーク・サザン鉄道が承継                                               |
| バーリントン・ノーザン鉄道(BN)                                 | 779            | 900-925, 930-961, 980, 996, 6325-6385, 6700-6799, 6824-6836, 6917-6928, 7000-7291, 7832-7940, 8000-8181 | 大多数をBNSF鉄道が承継                                                                             |
| ボルチモア・アンド・オハイオ鉄道(B&O)                          | 20             | 7600-7619                                                                                               | CSXトランスポーテーションが承継                                                                    |
| ミズーリ・カンザス・テキサス鉄道(MKT)                          | 37             | 600-636                                                                                                 | 大多数をユニオン・パシフィック鉄道(UP)が承継                                                       |
| ミズーリ・パシフィック鉄道(MP)                                 | 306            | 790-838, 3139-3321, 6020-6073                                                                           | 大部分がダイナミック・ブレーキなし。一部がUPで、残る大部分はカナディアン・ナショナル鉄道(CR)が承継 |
| ミルウォーキー鉄道(MILW)                                       | 90             | 21-30, 171-209, 3000-3040                                                                               | 各鉄道会社が承継                                                                                   |
| ユニオン・パシフィック鉄道(UP)                                 | 686            | 3123-3239, 3243-3304, 3335-3399, 3410-3583, 3609-3808, 8000-8002, 8035-8099                             | 改番を経た継続使用機、リース契約終了機あり。3200-3410はボンネット部が長いスヌート・ノーズ仕様。    |
| ルイビル・アンド・ナッシュビル鉄道(L&N)                        | 191            | 1259-1278, 3554-3612, 8000-8039, 8067-8086, 8095-8126, 8133-8162                                        | CSXトランスポーテーションが承継                                                                    |
| カナダ                                                         |                | | |
| 鉄道会社                                                       | 両数           | 車両番号                                                                                                | 備考                                                                                               |
| BCレール                                                       | 17             | 751-767                                                                                                 | |
| アルゴマ・セントラル鉄道                                       | 6              | 183-188                                                                                                 | |
| オンタリオ・ノースランド鉄道                                   | 8              | 1730-1737                                                                                               | |
| カナダ太平洋鉄道(CP)                                           | 484            | 5560, 5565-5879, 5900-6069                                                                              | |
| カナディアン・ナショナル鉄道(CN)                               | 123            | 5241-5363                                                                                               | カナディアン・セーフティ・キャブを装備し、正面窓は4枚。SD40-2Wとされる。                           |
| ケベック・ノース・ショア・アンド・ラブラドール鉄道             | 44             | 221-264                                                                                                 | |
| 輸出車                                                         |                | | |
| 鉄道会社                                                       | 両数           | 車両番号                                                                                                | 備考                                                                                               |
| Boke Project (ギニア)                                          | 3              | 107-109                                                                                                 | |
| Ferrocarriles Unidos del Sureste (メキシコ)                    | 4              | 601-604                                                                                                 | |
| メキシコ国鉄 (メキシコ)                                        | 103            | 8700-8798, 13001-13004                                                                                  | |
| イギリス国鉄 (イギリス)                                        | 15             | 59001-005, 59101-104, 59201-206 (59形)                                                                  | 両運転台の欧州仕様。メーカー型式はJT26CWR-SS。メンディップ・レール、EWSが運用。                    |

## 派生形式

### SD40T-2
SD40-2の冷却システムを変更したもので、屋根付近にあった吸気口を地面に近い高さにあるデッキ付近に移している。長大トンネルにおいて天井に溜まる排熱を吸い込まず、新鮮な空気を取り入れることができるよう配慮されている。サザン・パシフィック鉄道とその子会社2社が導入した。

### SD40-2W

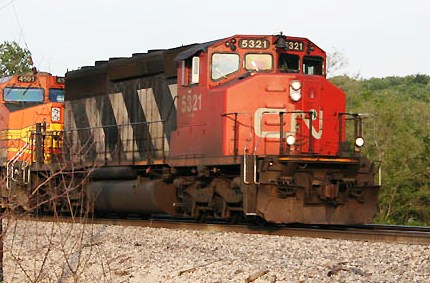
カナディアン・ナショナル鉄道の5321号。

SD40-2WはSD40-2のカナダ仕様である。製造はGMのカナダ子会社であったディーゼル・ディビジョン・オブ・ゼネラルモーターズ・オブ・カナダ(DDGM、現エレクトロ・モーティブ・カナダ)。オンタリオ州ロンドン工場で1975年5月から1980年12月までの間に123両が製造された。
SD40-2との相違点はカナディアン・コンフォート・キャブと呼ばれる運転室を採用したことで、外観ではショート・フードの幅が車幅と同じになっている。主要諸元に大きな変更はない。

## 改造車

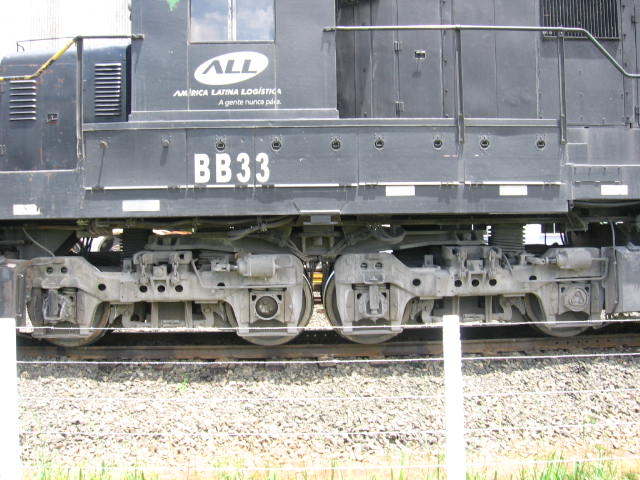
América Latina Logística(ALL)のBB33-7MPの台車部分の拡大。

多数の車両が他形式へと改造された。ブラジルのFerrovia Central Atlantico(FCA、1,000mm軌間)で使用するために、8動軸のBB40-2に改造されたものもある。
逆に、SD40から本形式へと改造されたものもある。